# Gästriklands östra kontrakt
Gästriklands östra kontrakt var ett kontrakt i Uppsala stift inom Svenska kyrkan. Kontraktet uppgick 2013 i Gästriklands kontrakt.
Kontraktet omfattade hela Gävle kommun.
Kontraktskoden var 0111.

## Administrativ historik
Kontraktet bildades 1 maj 1889 till del av församlingar som ingått i Gävle kontrakt. Kontraktet omfattade
- Gävle församling som 1 maj 1916 namnändrades till Gävle Heliga Trefaldighets församling
- Hamrånge församling
- Hedesunda församling
- Hille församling
- Valbo församling
- Årsunda församling som senast 1994 överfördes till Gästriklands västra kontrakt
- Högbo församling som 1936 namnändrades till Sandvikens församling och som senast 1994 överfördes till Gästriklands västra kontrakt

1 maj 1916 bildades 
- Gävle Staffans församling

1978 bildades 
- Gävle Maria församling
- Gävle Tomas församling som 2010 återgick i Gävle Heliga Trefaldighets församling

1995 bildades 
- Bomhus församling